# Vena jugularis externa

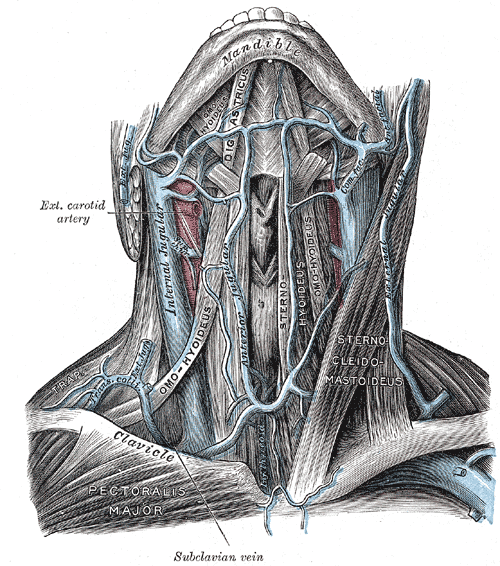
Halsvenen, anatomische Lage am überstreckten Hals: Rechts Vena jugularis interna, links Vena jugularis externa

Die Vena jugularis externa („äußere Drosselvene“) ist eine oberflächlich gelegene Vene im Halsbereich und sammelt den überwiegenden Teil des Blutes aus dem Kopfbereich. Sie vereinigt sich am Venenwinkel mit der Vena jugularis interna und der Vena subclavia.

## Vena jugularis externa des Menschen
Die V. jugularis ist unter der Haut leicht erkennbar und kann leicht mit dem Finger aufgestaut werden. Sie läuft beim Menschen quer unter dem Platysma und über den Musculus sternocleidomastoideus (Kopfnickermuskel) von oben innen schräg nach unten außen. Je nach Körperlage ist der Füllungszustand des Gefäßes sehr variabel. Im Liegen oder in Kopftieflage ist das Gefäß gut gefüllt. Im Sitzen ist das Gefäß praktisch leer. Ist das Gefäß auch im Sitzen gefüllt spricht man von einer Halsvenenstauung. Diese kann durch eine lokale Abflussstörung des Gefäßes, meist aber durch einen venösen Aufstau vor dem rechten Herzen bedingt sein (Rechtsherzinsuffizienz).
Mittels Computertomografie (CT) und Magnetresonanztomographie (MRT) können die Halsvenen gut dargestellt werden. Prinzipiell können die Halsvenen auch mittels Kontrastmittel im Röntgen dargestellt werden. Da man dazu das Gefäß weit oben punktieren müsste und der Ultraschall viel einfacher durchzuführen ist, ist die Phlebografie der Halsvenen unüblich. Bei Spätaufnahmen der Carotisangiografie kommen die Halsvenen indirekt zur Darstellung.
Die früher übliche Aufzeichnung des Jugularvenenpulses ist weitgehend obsolet und wird heute praktisch nicht mehr durchgeführt. Sie diente beispielsweise zum Nachweis eines systolischen Rückflusses in die Jugularvenen bei Trikuspidalinsuffizienz. Diese ist heute viel schneller und direkter mittels der Echokardiografie erkennbar.
Den Verschluss der Vena jugularis externa durch Blutgerinnsel bezeichnet man als Jugularvenenthrombose.

## Vergleichende Anatomie
Die Vena jugularis externa verläuft bei Tieren oberflächlich, direkt unter der Haut in der sog. Drosselrinne (Sulcus jugularis) zwischen Musculus sternocephalicus und Musculus brachiocephalicus. Sie ist bei Tieren deutlich größer als die Vena jugularis interna. Die Drosselvene wird bei vielen Tierarten zur intravenösen Injektion und zur Blutentnahme verwendet. Auch Dauerkatheter werden in diese Vene platziert, während hierzu beim Menschen meist die innere Drosselvene verwendet wird.